# Oscar Byström (actor)

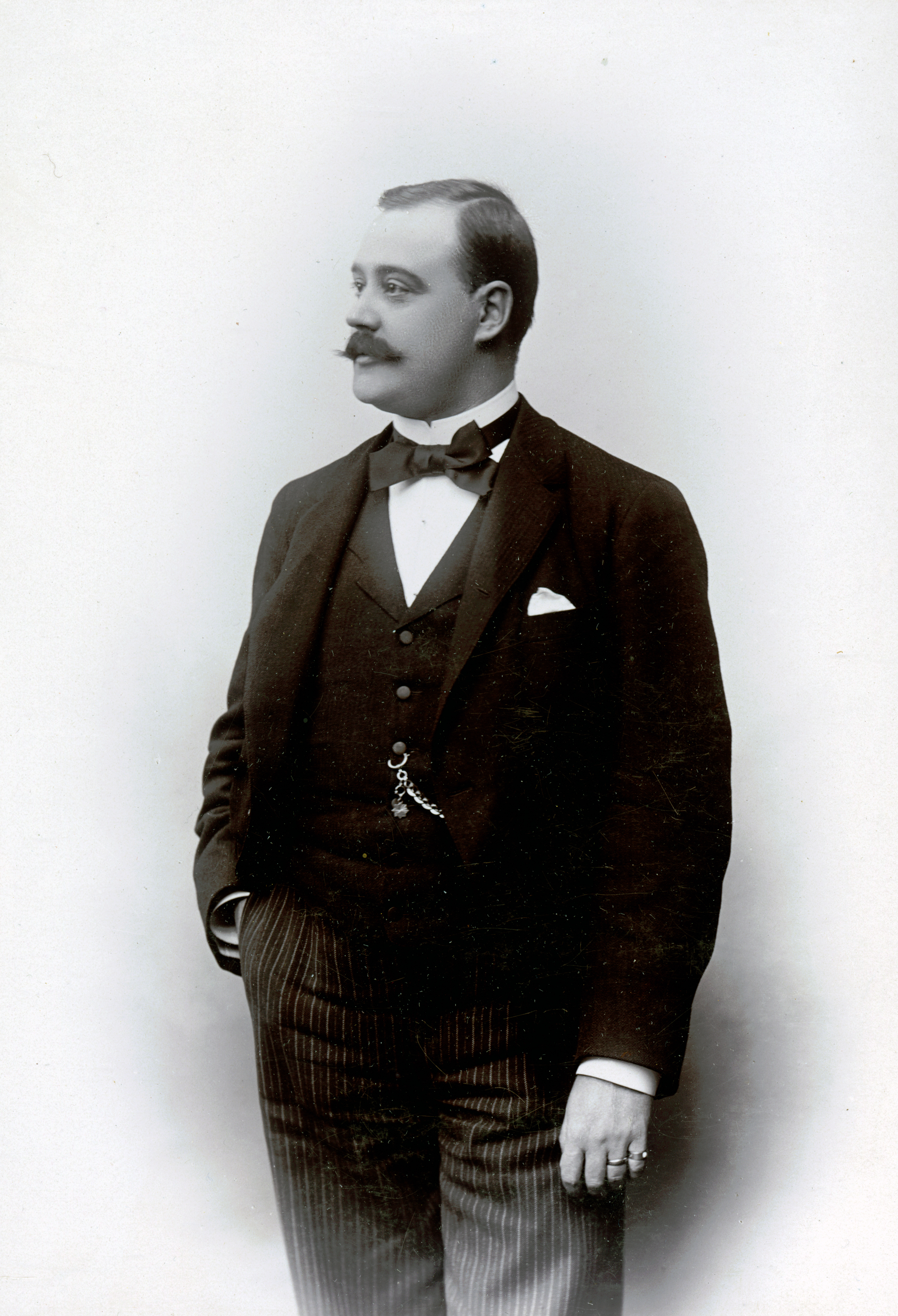
Oscar Byström en 1892

Oscar Byström (31 de diciembre de 1857 - 4 de junio de 1938) fue un actor teatral y cinematográfico de nacionalidad sueca. 

## Biografía
Nacido en Estocolmo, Suecia, era hijo de Oscar Byström y hermano de Anna Byström. Debutó en 1884 en el Teatro Dramaten interpretando a Paul Huët en Fregattkaptenen, tras lo cual actuó en el Stora Teatern de Gotemburgo, donde trabajó hasta 1890, a excepción de la temporada 1885-1886, durante la cual fue actor de la compañía de Oscar Sternvall-Skotte. Byström actuó en el Dramaten entre 1890 y 1893, asociándose después con Albert Ranft, en cuyos teatros trabajó hasta 1929, siendo desde 1907 subdirector del Vasateatern. Byström hizo papeles serios y cómicos, pero se especializó en interpretar a correctos caballeros. Entre sus papeles figuran el de Gaston en Klädeshandlaren och hans måg, Ernesto en Galeotto, Prunelles en Vi skiljas!, Fougeron en Fruarna Montanbrèche, Curt en Ära, Paul Astier en Kampen för tillvaron, y Mantreja en Vasantasena.
Oscar Byström falleció en Estocolmo en el año 1938, y fue enterrado en el Cementerio Norra begravningsplatsen de dicha ciudad. Desde el año 1896 había estado casado con la actriz Constance Byström.

## Filmografía
- 1924 : Gösta Berlings saga
- 1927 : Spökbaronen
- 1927 : En perfekt gentleman
- 1928 : Janssons frestelse
- 1931 : Flickan från Värmland
- 1931 : Markurells i Wadköping
- 1932 : Modärna fruar
- 1933 : Kära släkten
- 1936 : Släkten är värst

## Teatro (selección)

### Actor
- 1894 : På Helgeandsholmen, de Eric Sandberg, Djurgårdsteatern[4]
- 1896 : Fernands giftermål, de Georges Feydeau, Vasateatern[5]
- 1896 : Den kritiska åldern, de Jules Lemaître, Vasateatern[6]
- 1896 : En treflig betjent, de Louis-François Clairville y Octave Gastineau, Vasateatern[7]
- 1896 : Det stora förslaget, de Pehr Staaff, Vasateatern[8]
- 1896 : Med Sveriges allmoge, de Hugo Fröding, Arenateatern[9]
- 1897 : Ungdomslek, de Frederik Leth Hansen, Vasateatern[10]
- 1898 : Marcelle, de Victorien Sardou, Vasateatern[11]
- 1898 : Kungsämnena, de Henrik Ibsen, dirección de Harald Molander, Vasateatern[12]
- 1898 : Hemmet, de Hermann Sudermann, Vasateatern[13]
- 1898 : La dama de las camelias, de Alexandre Dumas (hijo), Vasateatern[14]
- 1898 : Bröllopet på Ulfåsa, de Frans Hedberg, dirección de Harald Molander, Svenska teatern (Estocolmo)[15]
- 1898 : Vid rikets port, de Knut Hamsun, Svenska teatern[16]
- 1898 : Familjen Jensen, de Edgard Høyer, Svenska teatern[17]
- 1899 : Vävarna, de Gerhart Hauptmann, dirección de Harald Molander, Svenska teatern[18]
- 1900 : Colinette, de Théodore Gosselin y Gabriel Martin, Vasateatern[19]
- 1900 : Vid Breitenfeld, de Karl Alfred Melin, Dramaten[20]
- 1900 : Zaza, de Pierre Berton y Charles Simon, Dramaten[21]
- 1901 : Stiliga Agusta, de Gustaf af Geijerstam, dirección de Albert Ranft, Södra Teatern[22]
- 1905 : Bröllopet på Ulfåsa, de Frans Hedberg, Svenska teatern[23]
- 1905 : Vi skiljas, de Victorien Sardou, Svenska teatern[24]
- 1906 : Flyttfåglar, de Maurice Donnay y Lucien Descaves, Svenska teatern[25]
- 1906 : Hjältar, de George Bernard Shaw, Svenska teatern[26]
- 1906 : Livet på landet, de Fritz Reuter, Svenska teatern[27][28]
- 1907 : Gamla Heidelberg, de Wilhelm Meyer-Förster, Svenska teatern[29]
- 1907 : Henrik IV, de William Shakespeare, Svenska teatern[30]
- 1907 : Herculespillerna, de Maurice Hennequin, Vasateatern[31]
- 1907 : Två gånger två är fem, de Gustav Wied, Vasateatern[32]
- 1908 : Amatörtjuven, de E. W. Hornung y Eugene Presbrey, Vasateatern[33]
- 1908 : Fröken Josette - min hustru, de Paul Gavault y Robert Charvay, Vasateatern[34]
- 1908 : Bland bålde riddersmän, de Harriett Jay, dirección de Knut Nyblom, Vasateatern[35]
- 1910 : Penelope, de William Somerset Maugham, dirección de Albert Ranft y Knut Nyblom, Vasateatern[36]
- 1910 : Löjtnanten som förmyndare, de Leo Walter Stein, dirección de Knut Nyblom, Vasateatern[37]
- 1910 : Utan inbjudningskort, de Tristan Bernard, dirección de Knut Nyblom, Vasateatern[38]
- 1911 : Buridans åsna, de Robert de Flers y Gaston Arman de Caillavet, dirección de Knut Nyblom, Vasateatern[39]
- 1911 : Ballongen, de Paul Armont y Nicolas Nancey, dirección de Knut Nyblom, Vasateatern[40]
- 1911 : Alias Jimmy Valentine, de Paul Armstrong, dirección de Knut Nyblom, Vasateatern[41]
- 1911 : 1.000.000, de Georges Berr y Marcel Guillemand, dirección de Knut Nyblom, Vasateatern[42]
- 1913 : Min herr far, de Franz Arnold y Victor Arnold, dirección de Knut Nyblom, Vasateatern[43]
- 1913 : Som man är klädd…, de Gábor Drégely, dirección de Knut Nyblom, Vasateatern[44]
- 1913 : Ett modernt äktenskap, de Raoul Auernheimer, dirección de Knut Nyblom, Vasateatern[45]
- 1913 : Borgmästarinnan, de Maurice Hennequin y Pierre Veber, dirección de Albert Ranft, Vasateatern[46]
- 1914 : Spanska flugan, de Franz Arnold y Ernst Bach, Vasateatern[47]
- 1914 : Kontanter, de James H. Montgomery, dirección de Knut Nyblom, Vasateatern[48]
- 1914 : När fruarna resa, de André Monetzi-Eon y Nicolas Nancey, dirección de Knut Nyblom, Vasateatern[49]
- 1915 : Ferdinands giftermål, de Georges Feydeau, Vasateatern[50]
- 1916 : Annonsera!, de Roi Cooper Megrue y Walter Hackett, dirección de Knut Nyblom, Vasateatern[51]
- 1916 : Krigsäran, de Maurice Hennequin, dirección de Knut Nyblom, Vasateatern[52]
- 1917 : Efter skilsmässan, de Algot Sandberg, dirección de Knut Nyblom, Vasateatern[53]
- 1917 : Diamanten, de Horace Hedges y Wigney Percyval, dirección de Knut Nyblom, Vasateatern[54]
- 1917 : Fru Carolines friare, de William Somerset Maugham, dirección de Knut Nyblom, Vasateatern[55]
- 1917 : Pultronen, de Lechmere Worrall y Harold Terry, dirección de Knut Nyblom, Vasateatern[56]
- 1917 : Lilla yrhättan, de H. M. Harwood, dirección de Knut Nyblom, Vasateatern[57]
- 1918 : Äktenskapskarusellen, de Langdon Mitchell, Vasateatern[58]
- 1918 : Den bättre hälften, de Franz Arnold y Ernst Bach, dirección de Knut Nyblom, Vasateatern[59]
- 1919 : Vi spekulera alla, de Jens Locher, dirección de Nils Johannisson, Vasateatern[60]
- 1919 : Hertiginnans halsband, de Wolfgang Polaczek y Hugo Schönbrunn, dirección de Knut Nyblom, Vasateatern[61]
- 1920 : Ska vi - eller inte?, de Jens Locher, dirección de Knut Nyblom, Vasateatern[62]
- 1920 : Hotellråttan, de Marcel Gerbidon y Paul Armont, Vasateatern[63]
- 1920 : Låt oss skiljas, de Victorien Sardou y Émile de Najac, dirección de Karl Hedberg, Dramaten
- 1921 : Jag måste ha Adrienne, de Louis Verneuil, dirección de Knut Nyblom, Vasateatern[64]
- 1923 : Det stängda paradiset, de Maurice Hennequin y Romain Coolus, dirección de Knut Nyblom, Vasateatern[65]
- 1924 : På hal is, de Franz Arnold y Ernst Bach, dirección de Knut Nyblom, Vasateatern[66]
- 1924 : Krokodilen, de Karl Strecker, dirección de Knut Nyblom, Vasateatern[67]
- 1924 : Borgmästarinnan, de Maurice Hennequin y Pierre Veber, dirección de Albert Ranft, Vasateatern[68]
- 1925 : Ett felsteg, de Eugen Burg y Louis Taufstein, dirección de Knut Nyblom, Vasateatern[69]
- 1926 : Borgmästarinnan, de Maurice Hennequin y Pierre Veber, dirección de Albert Ranft, Vasateatern[70]
- 1926 : Apollon ombord, de Evert Taube, dirección de Oskar Textorius, Vasateatern[71][72]

### Director
- 1915 : Inkvartering, de Dick Digerman, Vasateatern[73]
- 1915 : Niobe, de Harry Paulton y Edward Paulton, versión de Viktor Sjöberg, Vasateatern[74]